# Pauline Boty
Pauline Boty (6 de marzo de 1938 – 1 de julio de 1966) fue una artista inglesa feminista, fundadora del movimiento de Arte pop británico y la única pintora británica del movimiento. Las pinturas y los collages de Boty a menudo demostraron una alegría por la feminidad segura de sí misma y la sexualidad femenina, expresada en una crítica implícita del "mundo del hombre" en que vivía. Su arte rebelde, combinado con su espíritu y estilo de vida libre, hicieron de Boty un heraldo del feminismo de los años 70.

## Vida y trabajo

### Educación y primeros años
Boty nació en Londres, en un suburbio en la zona sur en el año 1938, en una familia de clase media católica. Era la más joven de cuatro hermanos, con un padre severo que la limitó e hizo que fuera consciente de su posición como chica. En 1954 ganó una beca para la Escuela de Arte de Wimbledon, a la cual asistió a pesar de la desaprobación paterna. La madre de Boty sin embargo la apoyaba, habiendo sido ella una artista frustrada le facilitó el camino en contra de su padre para asistir a la Slade School of Fine Art. Boty obtuvo un diploma en litografía (1956) y un diploma nacional de diseño de vitrales (1958). Sus compañeros de estudios la llamaron la " Bardot de Wimbledon" gracias a su parecido físico con la estrella del cine francés Brigitte Bardot. Animada por su tutor Charles Carey para explorar las técnicas de collage, la pintura de Boty fue más experimental, mostrando un interés en la cultura popular. En 1957 una de sus piezas fue mostrada en la exhibición "Young Contemporaries" al lado del trabajo de Robyn Denny, Richard Smith y Bridget Riley.
Estudió en la Escuela de vidrieras en el Royal College of Art (1958–61). Ella había querido asistir a la Escuela de Pintura, pero fue disuadida porque la tarifa de la matrícula para mujeres era mucho más baja en aquel departamento. A pesar del institucionalizado sexismo en su universidad, Boty estaba entre los mejores del alumnado en su clase, y en 1960 uno de sus trabajos fue incluido en la exposición itinerante "Moderna Stained" organizado por el Consejo de Artes. Boty continuó pintando en su piso estudiantil en el oeste de Londres y en 1959  seleccionaron tres de sus trabajos para exponerlos en la "Young Contemporaries exhibition". Durante este tiempo se hizo amiga de otros artistas pop emergentes, como David Hockney, Derek Boshier, Peter Phillips y Peter Blake.
Mientras estudiaba en el "Royal College of Art" Boty participó en numerosas actividades extracurriculares: Canto, danza, actuó en representaciones teatrales universitarias, publicó poesía en una revista estudiantil alternativa, y desarrolló su interés en el cine, especialmente en el cine de la "nueva ola" europea. Fue también una participante activa en la "Anti-Ugly Action", formada por un grupo de alumnos del Royal College of Art implicados en el arte del vidrio; posteriormente estudió arquitectura, y protestó contra la nueva arquitectura británica que consideraba ofensiva y de pobre calidad.

### Carrera
Boty tuvo su etapa más productiva justo dos años después de graduarse en la universidad, cuando desarrolló un estilo de iconografía Pop. Su primera exposición colectiva fue "Blake, Boty, Porter, Reeve" en noviembre de 1961 en la A I A Gallery en Londres, siendo esta exposición considerada como una de las primeras del Pop británico. Expuso veinte collages, incluyendo la obra "is it a bird, is it a plane? y "a rose is a rose is a rose", en la que demostró su interés en dibujar temas de la cultura popular (el primer título hacía referencia al cómic de Superman, el segundo cita a la  expatriada poeta americana Gertrude Stein).
La primavera siguiente Boty, Peter Blake, Derek Boshier y Peter Phillips estuvieron filmando con Ken Russell como monitor en la BBC la película documental Pop Goes the Easel, la cual salió a la luz el 22 de marzo de 1962. A pesar de que el documental situó a Boty en el centro del movimiento del arte Pop británico, a diferencia de sus compañeros varones, no tuvo la  oportunidad de hablar directa e inteligentemente sobre su trabajo durante la película.
La participación de Boty en "Pop Goes the Easel"  marcó el principio de su breve carrera como actriz. Actuó en el "Armchair Theatre play for ITV" ("North City Traffic Straight Ahead", 1962) y en un capítulo de la serie Maigret de la BBC ("Peter the Lett", 1963). También actuó en el  "Frank Hilton's comedy Day of the Prince" at the Royal Court, y en Riccardo Aragno's Afternoon Men at the New Arts Theatre (según la novela de Anthony Powell). Boty actuó frecuentemente en la escena londinense y fue bailarina en el Ready Steady Go!. A pesar de que actuar era lucrativo, la distraía de su actividad principal, la pintura. Aun así los hombres en su vida la animaron para que siguiera actuando, porque era una carrera más convencional para las mujeres al principio de los años 1960. Fue acogida por la prensa popular como una actriz glamurosa, a menudo socavando su legitimidad como artista al referirse solo a sus encantos físicos. En noviembre de 1962, apareció en The Scene, un artículo en la portada con los comentarios siguientes: "las actrices a menudo tienen cerebros minúsculos. Los pintores a menudo tienen barbas grandes. Imagina una actriz sin cerebro que también es pintora y rubia, ahí tienes a PAULINE BOTY."
Su posición al ser la única artista Pop femenina de Gran Bretaña dio a Boty la posibilidad de reparar en el sexismo en su vida así como en su arte. Sus pinturas tempranas eran sensuales y eróticas, celebrando la sexualidad femenina desde el punto de vista de una mujer. Sus lienzos estaban pintados con fondos coloristas y a menudo incluía primeros planos de flores rojas, presumiblemente simbolizando el sexo femenino. Pintó a sus ídolos, como Elvis Presley, el actor francés Jean-Paul Belmondo, o el escritor británico Derek Marlowe como sex simbols, al igual que a actrices como Monica Vitti y Marilyn Monroe. Al igual que Andy Warhol, reciclaba en su arte elementos de carteles y folletos publicitarios y fotografías de prensa de celebridades. Su retrato de su amiga Celia Birtwell de 1963, Celia y sus héroes, muestra a la diseñadora textil rodeada por una pintura de Peter Blake, un retrato de David Hockney y una imagen de Elvis Presley. Exhibió en varias exposiciones grupales antes de hacer su primera exposición individual en la Galería Grabowski en el otoño de 1963. La exposición fue un éxito de crítica. Aun así, Boty continuó haciendo trabajos adicionales para su manutención. Fue presentadora en el programa radiofónico "Public Ear" en 1963-64, y al año siguiente actuó otra vez en la función 'La seductora Maria' en un serial de la BBC.
En junio de 1963 se casó con el agente literario Clive Goodwin (1932-1978) después de un mero idilio de diez días. Su matrimonio decepcionó a muchos, incluyendo Peter Blake y su amante casado, el director televisivo Philip Saville, a quien había conocido y trabajado al final de sus estudios. Se decía que el papel en la película " Darling" lo había obtenido gracias a su affair con Frederic Raphael. El apartamento de Boty en la calle Goodwin's Cromwell Road, fue un lugar de confluencia de muchos artistas, músicos  y escritores, incluyendo a Bob Dylan (a quien Boty había traído a Inglaterra), David Hockney, Peter Blake, Michael White, Kenneth Tynan, Troya Kennedy Martin, John McGrath, Dennis Potter y Roger McGough. Goodwin, fue más tarde miembro del equipo editorial de la revista radical Black Dwarf, se decía que para animar a Boty a incluir temas políticos en sus pinturas.
Sus pinturas se fueron haciendo más críticas con el tiempo."Countdown to Violence" describe un número de acontecimientos contemporáneos desgarradores, incluyendo el disturbio de Birmingham en 1963, el asesinato de John F. Kennedy y la Guerra de Vietnam. Además de una referencia a la revolución cubana: Cuba Si (1963). La pintura de collage "t's a Man's World I" (1964) yuxtapone imágenes de iconos masculinos como The Beatles, Albert Einstein, Lenin, Muhammad Ali, Marcel Proust y otros. En "It's a Man's World II "(1965–66) transformó desnudos femeninos del arte en escenas pornográficas como señal de liberación del erotismo femenino. Su última pintura conocida, BUM, fue un encargo de Kenneth Tynan para "Oh, Calcutta!"; la terminó en 1966.

### Muerte
En junio de 1965 Boty estaba esperando un hijo. Durante el examen prenatal se descubrió un tumor y fue diagnosticada con cáncer. Rechazó someterse a un aborto y también se negó a recibir tratamiento de quimioterapia porque podría dañar al feto. En cambio fumaba marihuana para aliviar el dolor de su condición terminal. Continuó viendo a sus amigos e incluso dibujó a The Rolling Stones durante su enfermedad. Su hija, Katy (más tarde Boty) Goodwin, nació en febrero de 1966. Boty murió en el Real Marsden Hospital el 1 de julio de ese año. Tenía 28 años. Su hija, Boty Goodwin, murió de una sobredosis en 1995.

## Legado
Después de la muerte de Pauline Boty sus pinturas quedaron almacenadas en la granja de su hermano y permanecieron olvidadas durante casi 30 años. Su trabajo se redescubrió en la década de 1990, por su contribución al Arte Pop. Se incluyeron sus trabajos en varias exposiciones de grupo y una exposición individual. Se desconoce la ubicación actual de varias de su más buscadas pinturas.
En diciembre de 2013, Adrian Hamilton escribió en The Independent, "Ignorada durante décadas después de su muerte. Pasaron casi 30 años antes de que su primer cuadro fuera expuesto. Una exposición retrospectiva ha tenido que esperar hasta este año 2013 para mostrar el trabajo que originó en Wolverhampton y ahora se ha abierto en la Pallant Gallery en Chichester. Mirando en sus cuadros hoy, es sencillamente increíble que haya necesitado tanto tiempo para mostrarse. [...] No es una exposición grande. Dada la opacidad de su trabajo superviviente no puede ser de otra manera. Pero es un trabajo que te crea la ansiedad de ver más de los cuadros que pintó y los que no pintó ya que no vivió el tiempo suficiente."
La vida y el trabajo de Boty también forman parte de la novela de Ali Smith, "Otoño" de 2016.